# Sarah Arnolds
Sarah Arnolds (Amsterdam, 1992) is een Nederlands schrijver en scenarioschrijver. 
Arnolds studeerde Beeld & Taal aan de Gerrit Rietveld Academie. Ze deed eindexamen in 2014. In 2015-2016 nam ze deel aan het Slow Writing Lab, het talentontwikkelingstraject van het Nederlands Letterenfonds. Ze schreef scenario's voor de films Je vriendin koopt een vis op de markt, De Hel en Planet Beauty (One Night Stand, 2016).
Ze publiceerde in o.a. De Gids en de Sampler van Das Mag, gedichten in De Revisor en columns in ELLE. 
In 2025 verscheen bij Das Mag Uitgeverij haar debuut Het Gore Lef, een verhalenbundel over de kunst van het liegen.
- Gemeinsame Normdatei: 1164106368
- International Standard Name Identifier: 0000 0004 5268 1688
- Library of Congress Control Number: no2018129559
- Nederlandse Thesaurus van Auteursnamen: 393197123
- Virtual International Authority File: 317182205